# Today Was a Fairytale
Today Was a Fairytale ist eine Country-Ballade der US-amerikanischen Country-Sängerin Taylor Swift. Das Lied wurde im Frühjahr 2010 als Soundtrack zum Film Valentinstag veröffentlicht. Das Lied wurde am 19. Januar 2010 auf iTunes veröffentlicht. Taylor Swift sang Today Was a Fairytale auf der 52. Grammyverleihung 2010, bei der sie 4 Grammys gewann.

## Inhalt
Das Lied handelt vom ersten Date zwischen einem Jungen und einem Mädchen und wie viele andere Lieder von Taylor Swift von Liebe.

## Kommerzieller Erfolg
Today Was a Fairytale debütierte am 6. Februar 2010 auf Platz 2 in den amerikanischen Billboard Hot 100. Das war Swifts bislang höchstes Debüt in ihrer Karriere. Es debütierte auf Platz 52 in den Billboard Hot Country Songs. Das Lied hat in der ersten Woche 325.000 digitale Einheiten verkauft und brach den Rekord von Britney Spears’ Lied Womanizer, welches in der ersten Woche 286.000 Einheiten verkauft hat. Es ist Swifts sechster Top-Ten-Hit in den USA.
Am 20. Februar 2010 debütierte Today Was a Fairytale auf Platz eins in den kanadischen Charts und wurde damit Taylors erster Nummer-eins-Hit in Kanada. Es wurde nach Crack a Bottle von Eminem das zweite Lied in der Geschichte der kanadischen Charts, das auf Platz 1 debütierte. Das Lied stoppte Keshas neunwöchige Führung mit Tik Tok in Kanada.